# Међуљудски односи
Међуљудски односи су узајамни, непосредни односи у различитим сферама друштвеног живота појединаца и група. Ови облици социјалне интеракције могу се одвијати на плану вербалне или невербалне комуникације, а по резултатима могу бити успешни или неуспешни, задовољавајући или незадовољавајући. Међуљудске везе су такође предмет математичке социологије. Научно изучавање односа еволуирало је током деведесетих година двадесетог века и назива се „науком о односима”, која се разликује од анегдотских доказа или од псеудо-стручњака по томе што заснива своје закључке на подацима и објективној анализи.
Међуљудски односи варирају у степену интимности, самооткривања, трајања, реципроцитета и дистрибуције моћи. Главне теме или сврхе међуљудских односа су: породица, сродство, пријатељство, љубав, брак, посао, запослење, клубови, суседство, етичке вредности, подршка и солидарност. Међуљудски односи могу бити регулисани законом, обичајима или међусобним споразумом и чине основу друштвених група и друштава. Појављују се када људи комуницирају или делују једни са другима у специфичним друштвеним контекстима, и успевају на правичним и реципрочним компромисима.

## Типови

### Интимни односи

#### Романтичне везе уопште
Романтичне везе су дефинисали на безброј начина, писци, филозофи, религије, научници, а у данашње време и саветници за односе. Две популарне дефиниције љубави су Стернбергова троугласта теорија љубави и Фишерова теорија љубави. Стернберг дефинише љубав у смислу интимности, страсти и посвећености, за које тврди да постоје на различитим нивоима у различитим романтичним везама. Фишер дефинише љубав као састављену од три фазе: привлачност, романтична љубав и везаност. Романтичне везе могу постојати између двоје људи било ког пола или међу групом људи (види полиаморију).

#### Романса
Док многи појединци препознају јединствени квалитет романтичне везе као присуство љубави, немогуће је да романтичне везе опстану без компоненте међуљудске комуникације. У оквиру романтичних веза, љубав је стога једнако тешко дефинисати. Хазан и Шавер дефинишу љубав, користећи Ejнсвортову теорију привржености, као близину, емоционалну подршку, самоистраживање и невољност одвајања када се растаје од вољене особе. Друге компоненте за које се обично сматра да су неопходне за љубав су физичка привлачност, сличност, реципроцитет и самооткривање.

#### Фазе живота
Ране адолесцентске везе карактеришу дружење, реципроцитет и сексуална искуства. Како одрасли у настајању сазревају, они почињу да развијају приврженост и особине бриге у својим односима, укључујући љубав, везивање, сигурност и подршку за партнере. Ране везе такође имају тенденцију да буду краће и показују већу укљученост у друштвене мреже. Касније везе често су обележене смањењем учешћа у друштвеним мрежама, јер пар посвећује више времена једно другом него сарадницима. Касније везе такође имају тенденцију да показују виши ниво посвећености.
Већина психолога и саветника за односе предвиђа опадање интимности и страсти током времена, што бива замењено већим нагласком на дружељубивости (разликује се од адолесцентске сапутничке љубави по квалитетима брижности, посвећенисти и фокусираности на партнера). Међутим, студије парова нису откриле опадање интимности нити важности секса, интимности и страствене љубави за оне у дужим или каснијим везама. Старији људи имају тенденцију да буду задовољнији у својим односима, али се суочавају са већим препрекама за улазак у нове везе него млађи или средовечни људи. Посебно се старије жене суочавају са друштвеним, демографским и личним препрекама; мушкарци од 65 и више година имају скоро двоструко веће шансе да буду у браку него жене, а скоро три пута је већа вероватноћа да ће удовци излазити 18 месеци након губитка партнера у поређењу са удовицама.

#### Боља половина
Термин боља половина стекао је популарност током 1990-их, одражавајући све веће прихватање 'нехетеронормативних' односа. Може се користити да се избегне стварање претпоставке о полу или статусу у вези (нпр. у браку, ванбрачној заједници, грађанској заједници) интимног партнера особе. Кохабитације настављају да расту у заступљености, при чему многи партнери сматрају да је кохабитација скоро једнако озбиљна као брак или замена за брак. Посебно LGBTQ особе могу се суочити са јединственим изазовима у успостављању и одржавању интимних односа. Напрезања 'унутрашње хомо-негативности' и представљање себе у складу са друштвено прихватљивим родним нормама може смањити задовољство и емоционалне и здравствене бенефиције које доживљавају у својим односима.. LGBTQ младима такође недостаје друштвена подршка и вршњачке везе које уживају хетеронормативни млади људи. Без обзира на то, упоредна истраживања хомосексуалних и хетеросексуалних парова открила су мали број разлика у интензитету, квалитету, задовољству или посвећености односа.